# Stu Wilson
Stuart Sinclair Wilson (* 22. Juli 1954 in Gore; † 8. Juni 2025 in Tauranga) war ein neuseeländischer Rugby-Union-Spieler auf der Position des Außendreiviertels. Hauptberuflich arbeitete er als Immobilienmakler. 

## Biografie
Wilson ging auf das Wairarapa College in Masterton zur Schule. 1973 trat er in Wellington dem Rugbyverein Wellington College Old Boys RFC bei, wo er schon bald zum Kapitän der Ersten Mannschaft ernannt wurde. In seiner Jugend war er außerdem ein Spieler der neuseeländischen U-21-Nationalmannschaft (NZ Colts). 1975 wurde er in die Zweite Mannschaft der Wellington RFU berufen. Bereits nach zwei Spielen wechselte er von dort zur Ersten Mannschaft. Im folgenden Jahr wurde Wilson für den Kader der neuseeländischen Nationalmannschaft (All Blacks) nominiert. Mit ihr tourte er in Argentinien, wo er auch in zwei siegreichen Spielen gegen die argentinische Nationalmannschaft (Pumas) auflief. Diese beiden Spiele gingen damals jedoch nicht als offizielle Länderspiele in die Wertung ein.
1977 tourte er mit den All Blacks in Italien sowie Frankreich und absolvierte dort gegen die französische Nationalmannschaft seine ersten beiden Länderspiele für Neuseeland. 1978 wurde er mit der Wellington RFU durch den Gewinn der National Provincial Championship (NPC) neuseeländischer Rugbymeister. Außerdem konnte er im selben Jahr mit Neuseeland den Bledisloe Cup gegen die australische Nationalmannschaft (Wallabies) verteidigen und zum ersten Mal in der Geschichte der All Blacks während der Europatour 1978 einen Grand Slam erringen. In den Jahren 1979 und 1980 verlor er jeweils mit der Nationalmannschaft den Bledisloe Cup an die Wallabies. 
1981 wurde Wilson als Mannschaftskapitän mit Wellington erneut Meister und errang mit seiner Provinz gegen die Waikato RU auch den Ranfurly Shield, den man nach vier erfolgreichen Verteidigungen 1982 jedoch wieder an die Canterbury RFU verlor. Ebenfalls 1981 gewann er mit den All Blacks außerdem die Länderspielserie gegen die durch Neuseeland tourende südafrikanische Nationalmannschaft (Springboks), bei der Neuseeland zwei der drei Länderspiele für sich entschied. Diese in der neuseeländischen Öffentlichkeit sehr stark umstrittene Tour, aufgrund der herrschenden Apartheid in Südafrika, war der erste Besuch der Springboks seit 1965 und bis 1994 ihr wiederum vorerst letzter.
Im Jahr darauf errang er in drei Spielen mit der Nationalmannschaft den Bledisloe Cup von den Wallabies zurück und verteidigte diesen 1983. Im selben Jahr gewann er mit den All Blacks auch die Länderspielserie gegen die durch Neuseeland tourenden British Lions, nachdem Neuseeland alle vier Test Matches für sich entschied. Ende des Jahres tourte Wilson mit den All Blacks in Europa, wo er als Mannschaftskapitän u. a. in den zwei Länderspielen gegen die schottische Nationalmannschaft und englische Nationalmannschaft fungierte.
1984 trat er, trotz seines jungen Alters, vom Rugbysport zurück. Mit seinen insgesamt 19 Länderspielversuchen hielt er eine Zeitlang den nationalen Rekord, bevor er von John Kirwan übertroffen wurde. Nach seiner Rugbykarriere arbeitete er u. a. als Rugbykommentator und -experte im neuseeländischen Fernsehen.
Seine Tochter Livvy ist eine ehemalige auf nationaler Ebene erfolgreiche Leichtathletin.